# Клебш, Альфред
Рудольф Фридрих Альфред Клебш (нем. Rudolf Friedrich Alfred Clebsch; 19 января 1833, Кёнигсберг — 7 ноября 1872, Гёттинген) — немецкий математик, ученик Гессе и Неймана.

## Биография
В 1858 году стал профессором политехнической школы в Карлсруэ, затем в Гиссене и в Гёттингене. Первые исследования Клебша относятся к математической физике, теории упругости и гидродинамике; позже он стал известен как чистый математик. Современники отмечали увлекательность его лекций.
В 1868 году Клебш и Карл Нейман основали журнал «Mathematische Annalen».
Из-за ранней смерти Клебша некоторые его работы так и не были завершены, а некоторые отредактированы и опубликованы посмертно.

## Научная деятельность
Главный вклад Клебша в математику относится к геометрии, алгебраической геометрии и теории инвариантов.
К важным общематематическим идеям Клебша относится то, что он впервые ввёл в рассмотрение так называемый линейный элемент плоскости или пространства — пару, состоящую из точки и приложенного к ней направления (то есть прямой, проходящей через данную точку). Таким образом, Клебш фактически ввёл понятия касательного расслоения и проективизированного касательного расслоения. Он использовал введённые им понятия для исследования дифференциальных уравнений, которые он трактовал как связь точек плоскости или пространства с приложенными в них направлениями, и создал для этого так называемую теорию коннексов.

В честь Клебша и Гордана названы Коэффициенты Клебша-Гордана.

## Труды
Кроме множества мемуаров, Клебш написал несколько отдельно изданных трудов, из которых известны:
- Theorie der Elastizität fester Körper (1863)
- Theorie der Abelschen Functionen (1866, с Паулем Горданом)
- Theorie der binären algebraischen Formen (1871)
- Théorie de l´Élasticité des Corps Solides. Traduite par Barré de Saint-Venant et Flamant, avec des notes étendues de Saint-Venant. Dunod, Paris (1883, посмертно)

### Труды в Интернете
- Vorlesungen über geometrie (Teubner, Leipzig, 1876—1891), редактор: Фердинанд фон Линдеман.
- Théorie der binären algebraischen Formen. Teubner, 1872.
- Theorie der Abelschen Functionen, совместно с Паулем Горданом (P. Gordan), B. G. Teubner, 1866.
- Theorie der Elasticität fester Körper. B. G. Teubner, 1862.